# Nannolene catalina
Nannolene catalina är en mångfotingart som beskrevs av Chamberlin 1941. Nannolene catalina ingår i släktet Nannolene och familjen Cambalidae. Inga underarter finns listade i Catalogue of Life.